# Puchar Wysp Owczych w piłce nożnej kobiet (2016)
Puchar Wysp Owczych w piłce nożnej kobeit 2016 – 27. edycja rozgrywek mających na celu wyłonienie zdobywcy Pucharu Wysp Owczych. Tytułu broni klub KÍ Klaksvík.

## Uczestnicy
| 1. deild kvinnur 2016 6 drużyn                                                                                 |
| - B36 Tórshavn - B68 Toftir - ÍF Fuglafjørður/Víkingur Gøta - EB/Streymur/Skála ÍF - HB Tórshavn - KÍ Klaksvík |

## Terminarz
| Runda              | Data pierwszego meczu | Data drugiego meczu | Uwagi |
| ------------------ | --------------------- | ------------------- | ----- |
| Runda eliminacyjna | 1 maja 2016           | nie rozgrywa się    |       |
| Półfinał           | 25 maja 2016          | 22 czerwca 2016     |       |
| Finał              | 3 września 2016       | nie rozgrywa się    |       |

## Runda eliminacyjna
| Drużyna 1            | Wynik | Drużyna 2                     |
| -------------------- | ----- | ----------------------------- |
| 1 maja 2016          |       |                               |
| B68 Toftir           | 0:1   | ÍF Fuglafjørður/Víkingur Gøta |
| EB/Streymur/Skála ÍF | 3:0   | B36 Tórshavn                  |
| FF Giza/FC Hoyvík    | 0:16  | KÍ Klaksvík                   |
| HB Tórshavn          | •     | wolny los                     |

| 1 maja 2016 | B68 Toftir | 0:1   | ÍF Fuglafjørður/Víkingur Gøta |                                                                  |
| 13:00 WET   |            | (0:1) | 43' Dania Olsen               | Tofta Leikvøllur, Toftir Sędzia: Jón Marni Johannesen (Skála ÍF) |

| 1 maja 2016 | EB/Streymur/Skála ÍF      | 3:0   | B36 Tórshavn |                                                                 |
| 13:30 WET   | Margunn Lindholm 34' (k.) | (1:0) |              | við Margáir, Streymnes Sędzia: Ottar í Funningsstovu (AB Argir) |

| 1 maja 2016 | FF Giza/FC Hoyvík | 0:16  | KÍ Klaksvík |                                                                                    |
| 15:00 WET   |                   | (0:8) | 10', 84' Liljan Jacobsen · 16', 27', 29', 33' Hervør Olsen · 19', 62' Rannvá Andreasen · 26', 57', 90+2' Maria Thomsen · 35', 85' Evy á Lakjuni · 80' Malena Josephsen · 90' Erla Christiansen · 90+1' (sam.) Judith Eysturoy | Gundadalur (niðari vøllur), Tórshavn Sędzia: Stephan Petursson (FF Giza/FC Hoyvík) |

## Półfinały
| Drużyna 1                            | Wynik dwumeczu  | Drużyna 2                     | Pierwszy mecz | Drugi mecz |
| ------------------------------------ | --------------- | ----------------------------- | ------------- | ---------- |
| HB Tórshavn                          | 4 – 0           | ÍF Fuglafjørður/Víkingur Gøta | 2:0           | 2:0        |
| KÍ Klaksvík                          | 2 – 2 (br.wyj.) | EB/Streymur/Skála ÍF          | 0:1           | 2:1        |
| Po lewej gospodarz pierwszego meczu. |                 |                               |               |            |

### Pierwsze mecze
| 22 maja 2016 | HB Tórshavn                       | 2:0   | ÍF Fuglafjørður/Víkingur Gøta |                                                                       |
| 12:30 WEST   | Lív Arge 29' · Milja Simonsen 56' | (1:0) |                               | Gundadalur, Tórshavn Widzów: 100 Sędzia: Pætur Albinus (B36 Tórshavn) |
| 12:30 WEST   | 73' Marta Thomsen                 | (1:0) |                               | Gundadalur, Tórshavn Widzów: 100 Sędzia: Pætur Albinus (B36 Tórshavn) |

| 22 maja 2016 | KÍ Klaksvík                                 | 0:1   | EB/Streymur/Skála ÍF |                                                                        |
| 12:30 WEST   |                                             | (0:0) | 87' Birna Johannesen | Djúpumýra, Klaksvík Widzów: 100 Sędzia: Arni Rasmussen (Víkingur Gøta) |
| 12:30 WEST   | Malena Josephsen 71' · Eyðvør Klakstein 74' | (0:0) |                      | Djúpumýra, Klaksvík Widzów: 100 Sędzia: Arni Rasmussen (Víkingur Gøta) |

### Rewanże
| 22 czerwca 2016 | ÍF Fuglafjørður/Víkingur Gøta          | 0:2   | HB Tórshavn                                    |                                                                             |
| 18:30 WEST      |                                        | (0:1) | 40' (sam.) Arnborg Lervig · 87' Milja Simonsen | í Fløtugerði, Fuglafjørður Widzów: 90 Sędzia: Áron Sofus Vest (KÍ Klaksvík) |
| 18:30 WEST      | Arnborg Lervig 21' · Kára Jarnskor 60' | (0:1) |                                                | í Fløtugerði, Fuglafjørður Widzów: 90 Sędzia: Áron Sofus Vest (KÍ Klaksvík) |

| 22 czerwca 2016 | EB/Streymur/Skála ÍF                    | 1:2   | KÍ Klaksvík                                  |                                                            |
| 19:00 WEST      | Rúna Joensen 20'                        | (1:1) | 45' Eyðvør Klakstein · 67' Gudný Johannessen | við Margáir, Streymnes Sędzia: Rani A. Skaalum (Undrið FF) |
| 19:00 WEST      | Rúna Joensen 26' · Durita Hummeland 77' | (1:1) | 70' Sigrid Jacobsen · 73' Ana Ivanov         | við Margáir, Streymnes Sędzia: Rani A. Skaalum (Undrið FF) |

## Finał
| 3 września 2016 18:00 WEST | HB Tórshavn · Milja Simonsen 43', 83' | 2:3(1:1)Raport | KÍ Klaksvík · 19' Evy á Lakjuni · 54' Hervør Olsen · 72' Liljan Jacobsen                          | Tórsvøllur, Tórshavn Widzów: 412 Sędzia: Rani A. Skaalum (Undrið FF) |
|                            | kartki: · Liljan Petersen 50'         |                | kartki: · 33' Sigrid Jacobsen · 80' Liljan Jacobsen · 88' Rannvá Andreasen · 90+2' Ragna Patawary |                                                                      |

| Zdobywca Pucharu Wysp Owczych 2016 |
| KÍ Klaksvík 14. tytuł              |
| ---------------------------------- |